# Isabel García Tejerina
Isabel García Tejerina (Valladolid, 9 d'octubre de 1968), política espanyola, va ser ministra d'Agricultura i Pesca, Alimentació i Medi Ambient d'Espanya des de 2016 fins al 2018. Membre del Partit Popular, és diputada al Congrés dels Diputats des de 2016.

## Biografia
Nascuda a Valladolid (Castella i Lleó) el 9 d'octubre de 1968, és enginyera agrònoma especialitzada en Economia Agària per la Universitat Politècnica de Madrid (1994) i llicenciada en Dret per la Universitat de Valladolid (1998) amb un curs realitzat gràcies a la beca ERASMUS a la Universitat Paul Valery de Montpeller (França).
Va cursar un màster en Comunitats Europees a la Universitat Politècnica de Madrid (1994) i un altre en Economia Agrària (1996) a la Universitat de Califòrnia a Davis (Califòrnia, EUA). També va realitzar els següents cursos: Global Senior Management Program (2005) a l'Institut d'Empresa-Universitat de Chicago (Graduate School of Business), Agribusiness Seminar (2006) a la Hardvard Business School, Curs Superior de Negoci Energètic (2008) al Club Espanyol de l'Energia i Curs de Comptabilitat i Finances per Directius no Financers (2010) a IESE.
Principalment ha desenvolupat la seva activitat professional a l'Administració Pública. Va treballar al Departament d'Afers Agraris Comunitaris a la Conselleria d'Agricultura i Ramaderia de la Junta de Castella i Lleó (1998-99), va ser assessora executiva del gabinets dels ministres d'Agricultura, Pesca i Alimentació d'Espanya, Loyola de Palacio, Jesús Posada i Miguel Arias Cañete (1999-2000).
L'any 2000 va ser nomenada secretària general d'Agricultura i Alimentació al Ministeri d'Agricultura, Pesca i Alimentació d'Espanya. Al cap d'un mes del seu nomenament va passar a ser la secretària general d'Agricultura (2000-03) i sota la seva responsabilitat hi havia les direccions generals d'Agricultura i de Ramaderia. De 2003 a 2004 va tornar a ser secretaria general d'Agricultura i Alimentació al mateix ministeri: responsable de les direccions generals d'Agricultura, d'Alimentació, de Desenvolupament Rural i de Ramaderia. Al mateix temps, entre 2000 i 2004, va ser membre del Consell Rector de Ports de l'Estat i consellera de la Societat Estatal d'Infraestructures Agràries del Nord, SA.
De 2004 a 2012 va ser directora de Planificació Estratègica de l'empresa FERTIBERIA, SA on va ser la responsable dels departaments de Direcció d'I+D+i, Direcció d'Estudis i Investigació de Mercat i Servei Agronòmic. De 2005 a 2012 va ser consellera de FERTIAL, SPA, una companyia mercantil algeriana de fabricació de fertilitzants.
Després de la victòria del Partit Popular a les eleccions generals espanyoles de 2011, va tornar a ocupar un càrrec al Ministeri d'Agricultura, Alimentació i Medi Ambient d'Espanya on fou secretaria general d'Agricultura i Alimentació de 2012 a 2014.
Va ser nomenada ministra d'Agricultura, Alimentació i Medi Ambient d'Espanya en substitució de Miguel Arias Cañete que va abandonar el Govern espanyol quan va ser escollit eurodiputat i comissari d'Energia de la Unió Europea. García Tejerina va prendre possessió del càrrec el 29 d'abril de 2014. Exercí les seves responsabilitats ministerials en funcions durant la XI Legislatura -finalitzada prematurament davant la impossibilitat del Congrés dels Diputats per escollir un president del Govern- i durant l'inici de la XII.
Elegida per Madrid a les eleccions generals espanyoles de 2015 i 2016, és diputada al Congrés dels Diputats des de l'any 2016, durant l'XI i la XII Legislatura.
Quan el 2016 Mariano Rajoy fou investit president del Govern d'Espanya per un segon mandat, fou nomenada ministra d'Agricultura i Pesca, Alimentació i Medi Ambient d'Espanya. Va prendre possessió del càrrec el 4 de novembre de 2016.
El 7 de juny de 2018, arran de la moció de censura promoguda per Pedro Sánchez, va ser succeïda per Teresa Ribera, ministra de Transició Ecològica.